# WOMBS
『WOMBS』（ウームズ）は、白井弓子による日本の漫画。植民惑星における移民間の戦争を描いたミリタリーSF作品。女性の妊娠する機能が兵器へと転用された世界で、軍の切り札として戦う女性たちの物語である。
2010年に第14回文化庁メディア芸術祭マンガ部門審査委員会推薦作品となり、2017年には第37回日本SF大賞で大賞を受賞した。
2020年8月からは、本作品の前日譚となるスピンオフ作品『WOMBS クレイドル』が双葉社のwebアクションにて連載された。

## 作品誕生経緯
作者が1990年代ごろに見たテレビ番組での妊婦に対するハラスメント的な発言や、ママ友が妊娠中に夫から受けたドメスティックバイオレンスの話が切っ掛けとなって戦う妊婦のイメージが生まれ、それがさらに年月をかけて本作品へとつながっていった。また、妊婦であることによって批判される場合がある状況から、逆に国家の存亡を握る存在にするという着想に至った。作者自身が2児を出産した経験を持ち、その体験が本作品に大きな影響を与えている。

## 出版経緯
『WOMBS（ウームズ）』は、月刊漫画雑誌『月刊IKKI』において2009年6月号から連載され、2012年6月号に掲載の第17話をもって連載を終了した。以降は描き下ろしによる制作となり単行本第4集まで出版されたが、母体である『月刊IKKI』が2014年11月号をもって休刊することが決定され、WOMBSは次巻第5集で完結することが決定された。それまで本作はさらに数巻継続することが予定され、その前提による第5集の制作が終盤まで進行していたが、この方針転換に伴い大幅な原稿の描き直しが行われて2016年1月に最終巻第5集が発売された。
なお、第5集の1、2話目として収録される第33話「幸福なポイント」および、第34話「ドクター・リン」は、発売に先立ち2014年12月から2015年1月にかけてウェブサイト『イキパラ』で先行公開された。
また『月刊IKKI』にて2011年に始まった1ページのWOMBSコーナーとして『特別転送隊レポート』、『碧王星博物誌』、4コマ漫画などが掲載され、本編連載終了後も同誌が休刊になるまで続けられた。
同コーナーに掲載されたこれらの作品は、後に作者が自費出版した『WOMBS REMNANTS』（ウームズ レムナンツ）に収録された。

## あらすじ
植民惑星・碧王星（へきおうせい）では、20年続く第二次移民（セカンド）との戦争でほとんどの国々が制圧される中、第一次移民（ファースト）で抵抗を続けるのは「ハスト」一国だけになっていた。
ハスト国軍に徴兵されたマナ・オーガが配属されたのは、子宮に現地生物「ニーバス」の体組織を移植することにより空間転送能力を得た女性たちで編成される「特別転送隊」だった。

## 登場人物

### 特別転送隊（ハスト）
マナ・オーガ
本作の主人公。
ハストに住む第一次移民（ファースト）の女性であり、青果生産部としてブドウを生産する一家の娘だったが、ハスト国軍に徴兵され転送兵となる。
アルメア軍曹
アルメア隊を指揮するベテランの転送兵。
転送隊設立当初からのメンバーであり、転送能力がある『戦闘期』維持の合計最長記録を持つ。
チーフ・ミミ
探索者のチームを率いる、4サイクル目のベテラン転送兵。
サウラ中佐
第一特別転送隊隊長。
人間として初めて座標空間を認識し、転送をコントロールした。現在は転送器官を移植されておらず、転送能力を持たない。
ドクター・ニコルズ
軍医中佐。
特別転送隊移植培養総責任者。
15年前転送部長に引き抜かれるまでは産科医だった。
ドクター・ダイヤモンド
心理カウンセラー。
転送兵経験者と思われる。

### 国立生命科学研究所（ハスト）
転送部長
医療研究者であり、特別転送隊の実現に尽力した。
ドクター・ハーマン
ナノマシンにより座標空間へのアクセスをコントロールする技術を開発した。
現在は、現場での作業担当に左遷されている。

## 用語
碧王星（へきおうせい）
本作の舞台となる惑星。
第一次移民（ファースト）によりテラフォーミングが行われ、人類可住惑星となったが、現住生物も共存している。
月
碧王星唯一の衛星でいびつな形をしている。
公転周期はおよそ4週間で自転周期と一致しているため、常に同じ面を碧王星に向けている。
碧王星の動植物に様々な影響を与えている。
第一次移民（ファースト）
亜光速航行を繰り返して宇宙を彷徨った後、碧王星にたどり着いて入植した人々。
第二次移民（セカンド）
ファーストよりも後に碧王星に正式な移民としてやって来た。
ファーストが宇宙を彷徨う間にセカンドのいた世界では200年が経過しており、その間に科学技術は大きく進歩したと思われる。
ハスト
第一次移民（ファースト）が築いた碧王星の国の一つ。物語の時点では、第二次移民（セカンド）に対して唯一独立を保っているものの国土の半分をセカンドに奪われている。
国民皆兵、軍事教練、言論統制など、軍国主義的な体制となっており、軍事利用が重要視されている女性の妊娠も国によって管理制限されている。
ハストとセカンドには絶対的な物量差がある。
碧王連合
第二次移民（セカンド）が設立した国家。
汎人類協会中立ステーション
碧王星の大気圏外に浮かぶ宇宙ステーション。
長年にわたりハスト国と碧王連合新政府の外交交渉が行われている。
ニーバス
碧王星の現住生物。
原生林に住む知的生命体であり、妊娠している雌は空間転送能力を持つ。
『トライブ』と呼ばれる部族ごとに縄張りを持ち、集団生活を営んでいる。
ハストではニーバスの情報が厳しく制限されており、画像は発禁対象になっている。
転送兵
子宮にニーバスの体組織を培養した『転送器官』を移植し空間転送能力を得た女性兵士。
移植後8週までは『定着期』と呼ばれ、まだ転送能力はない。
36週までが『戦闘期』であり、戦闘任務に就く。
40週までの『臨界期』でタイミングを見て『転送器官』は安全に摘出される。
これを1サイクルとして、本当に優れた適性を持つ者だけが2サイクル目を迎える。
転送は『月』が出ている間だけ可能であり、転送兵は『月』の周期で生活している。
『転送器官』の移植と妊娠は別物として明確に区別されているが、転送兵の心身に現れる症状は妊娠に酷似している。
転送兵は、転送器官の制御のために脳にナノマシンが注入されている。
座標空間
人間が認識できる空間と重なるように存在する別空間。
転送器官の機能によりアクセス可能になる。
両空間の出入り口である『転送ポイント』間の移動により転送が行われる。
探索者
座標空間で未知の転送ポイントを見つける役割を担う転送兵。
時にはニーバスと戦って転送ポイントを奪い取る。
探索者の中でも新たに転送ポイント作る能力を持つ者は開拓者と呼ばれる。
特別転送隊
転送兵により編成されたハスト軍の部隊。
10年前は、転送兵の多くが何も知らされない死刑囚であり、輸送機から投下され敵基地を巻き込んで転送を行う使い捨ての兵器『人間爆弾』だった。
その後、正規部隊が発足した際には軍務経験者だけが集められたが、戦争の長期化により現在は徴兵された新兵が配属されている。
特別降下隊
特別転送隊により戦場に送り込まれるハスト軍の戦闘部隊。

## 日本SF大賞受賞
2016年4月22日に開催された第36回日本SF大賞贈賞式でのインタビューにおいて、小説『突変』で大賞を受賞した森岡浩之は第37回日本SF大賞の予想を問われ、現在注目している作品を数作挙げたが、その最初に「白井弓子さんのWOMBS」と述べた。
同年12月に本作品は第37回日本SF大賞の最終候補作に選出され、2017年2月25日に大賞の受賞が発表された。
2017年4月21日に開催された第37回日本SF大賞贈賞式では、前年の森岡浩之の予想について問われ、作者もニコニコ生放送で視聴していたことを明かした。なお、式において大賞のトロフィー贈呈は森岡浩之が務めた。

## WOMBSクレイドル
『WOMBS クレイドル』は、『WOMBS』の前日譚にあたる外伝作品。
人体実験の被験者や使い捨ての人間爆弾として扱われ、WOMBSと呼ばれていたサウラやアルメア達が、ハスト正規軍人としての地位を獲得し、転送隊を結成するまでの戦いが描かれる。
2020年8月から2021年9月にかけてwebアクション（双葉社）で連載され、本編11話及び番外編3話の計14話が掲載された。この内、本編11話のみが単行本化され、上・下2巻として刊行された。

## 書誌情報

### 商業出版
- 白井弓子 『WOMBS』 小学館〈IKKI COMIX〉、全5巻
  1. 2010年2月3日発行（同年1月29日発売）、ISBN 978-4-09-188494-7
  2. 2011年2月2日発行（同年1月28日発売）、ISBN 978-4-09-188539-5
  3. 2012年5月2日発行（同年4月27日発売）、ISBN 978-4-09-188583-8
  4. 2013年7月3日発行（同年6月28日発売）、ISBN 978-4-09-188626-2
  5. 2016年2月3日発行（同年1月29日発売）、ISBN 978-4-09-188687-3
- 『WOMBS CRADLE』双葉社〈アクションコミックス〉、全2巻
  1. 上 2021年9月16日発行、ISBN 978-4-575-44005-8
  2. 下 2021年9月16日発行、ISBN 978-4-575-44006-5

### 自費出版
- WOMBS番外編 Dr.ダイヤモンドの1500、2014年11月23日、全20ページ
- WOMBS REMNANTS（ウームズ レムナンツ）、2016年1月31日、全80ページ